# Bedelaarshuis
Het zogenaamde Bedelaarshuis (in het Slowaaks: Žobrákov dom) is een herenhuis gelegen in Košice, in de Hlavná-straat 71 (Slowaaks: Hlavná ulica).

## Geschiedenis
Het huis was oorspronkelijk een gotisch gebouw uit de 14e eeuw.
In de jaren 1720 en 1760 werd het verbouwd. De laatste verbouwing gebeurde in 1898 in een eclectische romantische art-nouveaustijl. Daarbij maakte de toentertijd 23-jarige ingezetene van Košice, schilder Július Éder (25 december 1875 -  30 september 1945), een allegorische muurschildering op de voorgevel. Dit fresco met een oogstmotief en een wapenschild, werd na een renovatie in 1956 decennia lang verborgen onder gips. In 1995 werd het gebouw volledig opgeknapt en werd het allegorische schilderwerk blootgelegd.
Op de spits van de topgevel staat het zogenaamde "beeld van een bedelaar", maar in werkelijkheid is het veeleer de voorstelling van een antieke koopman, zoals blijkt uit de rijkgevulde geldbeugel aan diens rechterheup. 
Een bekende overlevering in Košice verhaalt ietwat spottend dat dit herenhuis gebouwd werd door een plaatselijke bedelaar.
Op 13 februari 1981 werd het huis geregistreerd als Nationaal cultureel monument van de Slowaakse Republiek.

## Illustraties

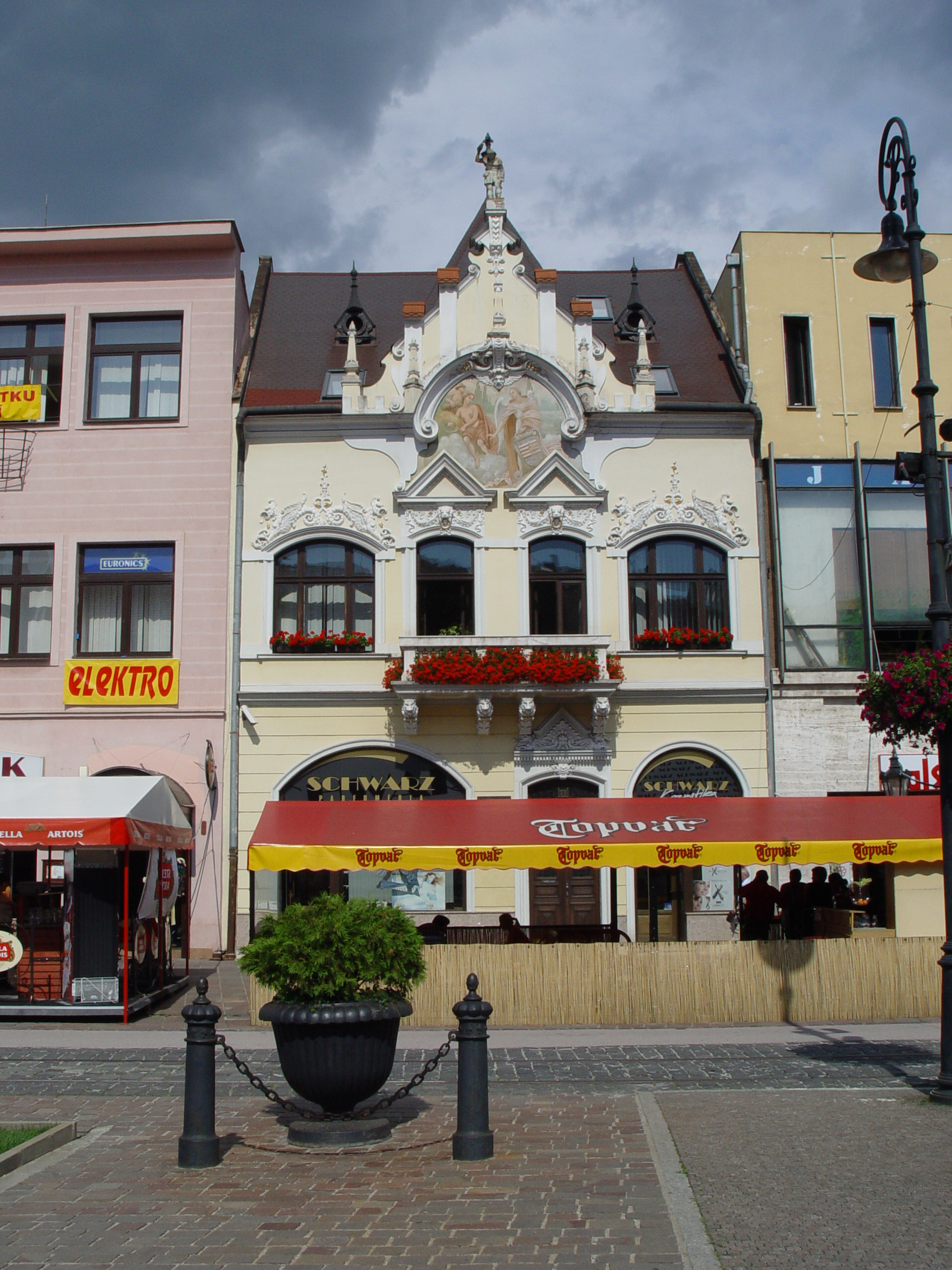
Gevel van het herenhuis
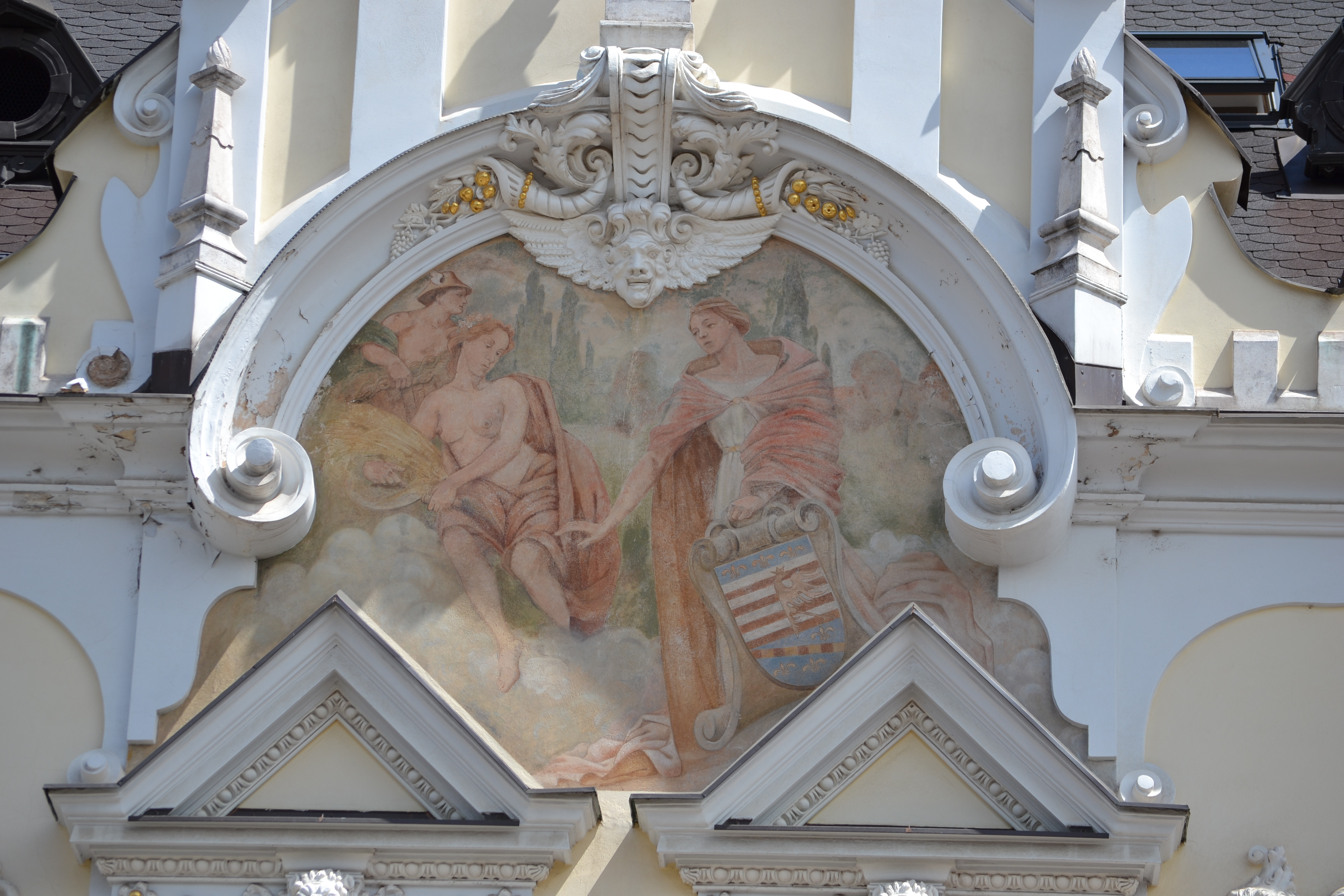
Schilderwerk van Július Éder
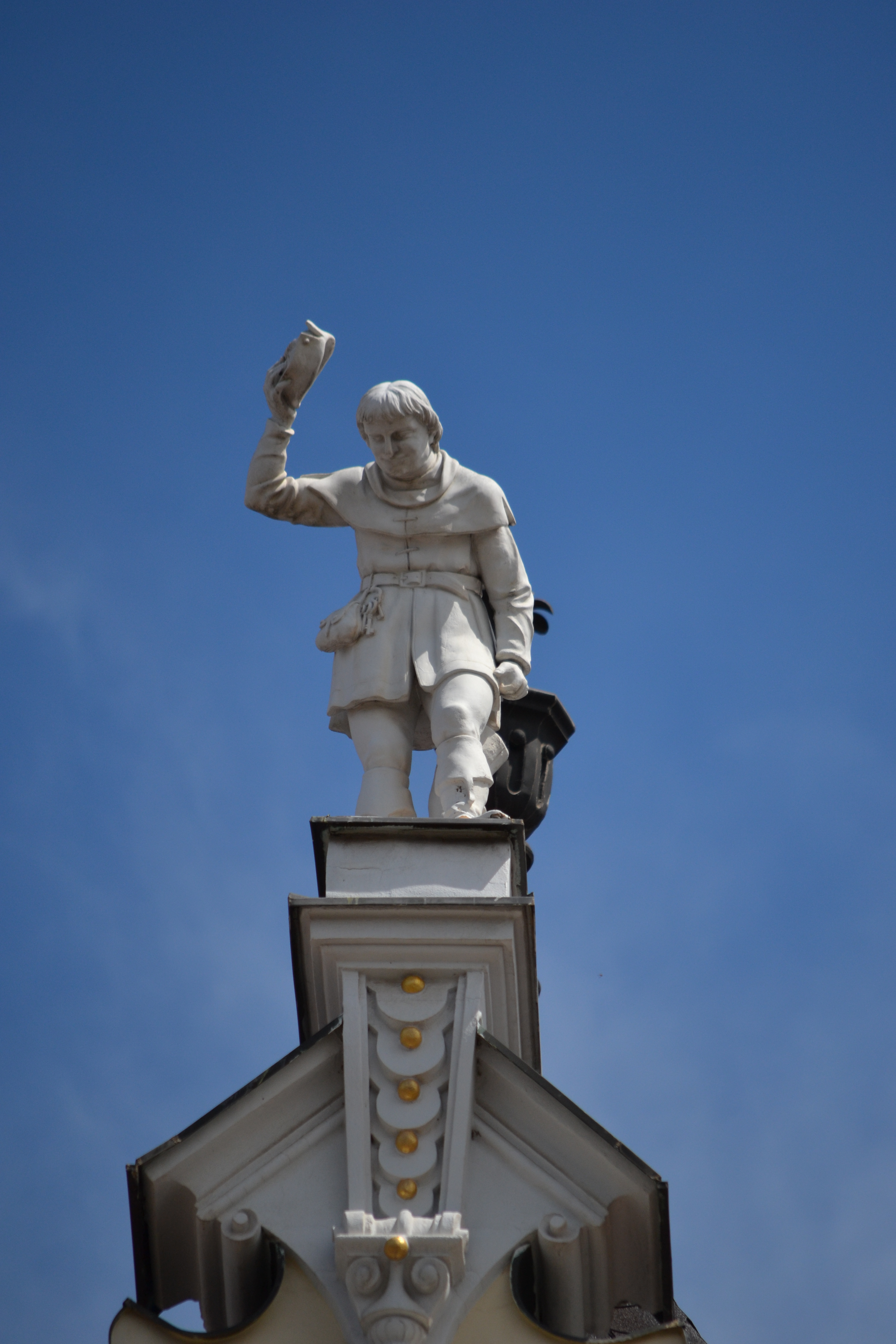
Beeld van de zogenaamde bedelaar op de spits van de gevel